# Les Noces (Jouve)
Pour les articles homonymes, voir Les Noces.
Les Noces est un ensemble de poèmes de Pierre Jean Jouve dont la publication a eu lieu de 1925 à 1931. 
Les Noces est un important recueil poétique qui a connu une histoire complexe. Il contient les premiers textes de la vita nuova du poète qui a rencontré la psychanalyste Blanche Reverchon en 1921. Il a alors découvert la théorie freudienne qui lui a donné des clefs pour se comprendre. Il a aussi découvert les grands poètes mystiques et il a relu les grands poètes symbolistes. Mais il a dû rompre d'avec ses premiers compagnons qui avaient, comme lui, milité courageusement pour la paix pendant la première guerre mondiale. C'est dans l'édition d'un premier recueil collectif, Noces, en 1928, que Jouve annoncera son reniement de l'œuvre antérieure à 1925. 

## Éditions et Architecture[1]
Le recueil Noces a connu une histoire éditoriale complexe que nous présentons ici :

## Analyse[2]

### Rupture / Renaissance / Conversion
- Les poèmes qui ouvrent Les Noces annoncent et illustrent la Vita Nuova de Jouve : rupture avec le passé, et nouvelle naissance. C'est une des significations de la suite de poèmes intitulée "Songe" parus initialement dans Mystérieuses Noces en 1925.
- Le thème de la rupture est toujours présent chez Jouve avec une composante joyeuse dont le caractère doit trancher avec le désespoir et les douleurs qui marquaient la première vie du poète. Ces thèmes sont illustrés par des poèmes comme "L'Arbre mortel" et "La Prison" (de la deuxième sections de Mystérieuse Noces : "Enfants mystérieux"). Ils évoquent les angoisses passées et l'attente de la délivrance pour accéder à une nouvelle vie.
- Mais ce thème de la renaissance va de pair avec le thème de la rupture et contient sa contradiction fondamentale : le poète doit aussi abandonner sa première œuvre (poème "Magie"), sa compagne et ses compagnons de lutte, et une douleur nouvelle accompagne cette conversion. Sa première œuvre — humaniste, engagée, progressiste, pacifiste — était honorable, mais ne correspondait pas avec son moi profond et authentique. La vita nuova apporte une vie nouvelle vraie et nécessaire, mais entraîne aussi une perte douloureuse.
- La rupture est une conversion qui doit garder son sens religieux. La rupture de Jouve va changer sa vie, son œuvre et son écriture qui va peu à peu abandonner le ton du discours exalté et compassionnel (quand il parle du Monde), ou bien confidentiel et plaintif (quand il parle de lui-même) pour une écriture plus distanciée, plus forte, plus ironique, plongeant dans la source d'un inconscient bouillonnant pour en extraire des images inédites qui frappent le lecteur.

### Modernité / Mysticisme / Psychanalyse / La Faute
- Jouve s'inscrit ainsi dans une modernité (née principalement avec Baudelaire) qui veut que le poète s'engage complètement aussi bien dans sa vie que dans son œuvre, comme le faisaient les saints et les mystiques. Contre les mouvements littéraires dominants contemporains, principalement le Surréalisme, Jouve le solitaire refuse leur athéisme affiché. Il considère que la poésie ne doit pas être une caricature ou un succédané de la mystique, elle doit conserver son origine religieuse. La religion de Jouve n'est pas dogmatique : il n'est attaché à aucune église ni à aucun dogme. Jouve considère aussi que la référence des Surréalistes à l'inconscient freudien est un jeu superficiel.
- La personne du Christ crucifié — qui doit passer par la mort et l'infinie douleur pour ressusciter — et les écritures des mystiques sont des références constantes. Dans Nouvelles Noces de 1926, on peut lire une traduction du Cantique du Soleil selon saint François d'Assise, ou la suite "Sancta Teresa" en référence à sainte Thérèse d'Avila. Les grands mystiques connaissent la douleur de l'Absence aussi bien que la joie de la Présence, et ils ont su écrire des poèmes pour les dire.
- La double référence de Jouve, mystique et psychanalytique, apparaît aussi dans le thème de la faute (que Jouve développera explicitement dans Le Paradis perdu) : le plaisir et la culpabilité sont intimement mêlés, et Jouve voit en Baudelaire son grand prédécesseur sur cette thématique.

### Une poésie musicale
- Il n'y a pas que les saints religieux ou la psychanalyse freudienne pour dire la douleur et la joie. Il y a eu (surtout ?) les artistes que Jouve a choisis comme références et précurseurs : Dante, Mozart (présent dans Enfants mystérieux), Blake, Delacroix, Nerval, Baudelaire, Rimbaud, Mallarmé. Le poète fou Hölderlin est à la fois le voyant et le martyre non religieux qui a aussi servi de modèle. On en a la trace dès 1926 dans la section « Humilis » de Nouvelles Noces : « "Avec humilité" disait le poète dément ». Jouve traduit le poète allemand[3] en parallèle à l'écriture de sa propre œuvre : La Symphonie à Dieu — qui paraît en même temps que sa traduction de Hölderlin (1930) — fait autant référence à ce poète ("Le Père de la Terre") qu'à la Bible ("Vrai Corps").
- La conversion de Jouve à une poésie authentique, qui pourrait être une prière, ne prend son sens que dans une conversion à une écriture musicale : la musique a toujours beaucoup compté pour Jouve, mais celle-ci doit se retrouver dans sa poésie :  « Le destin singulier, consumé au bénéfice du poème, ressuscite sous les espèces d'une haleine signifiante et musicale » (Jean Starobinski)
- En parallèle, Jouve publie son poème Le Paradis perdu (1929) et ses romans Paulina 1880 (1925), Le Monde désert (1927), Hécate (1928) dont les personnages interfèrent avec les poèmes des Noces. Il travaille avec le peintre et graveur tchèque Joseph Sima qui illustre ses livres et qui collabore avec Le Grand Jeu.
- Après Les Noces, Jouve approfondira sa connaissance de l'inconscient, comme cela apparaîtra dans Sueur de Sang (1933-1935).